# Фульвио, Андреа
Андреа Фульвио (итал. Andrea Fulvio, лат. Andreas Fulvius; 1470, Палестрина — 1527, Рим) — итальянский гуманист, нумизмат, исследователь римской старины.

## Биография
Помогал Рафаэлю Санти в исследовании древнеримских древностей и воссоздании древней застройки. Фульвио был своеобразным чичероне Рафаэля в исследовании древнеримских руин, благодаря Фульвио Рафаэль разработал древнеримские ландшафты, как фон для своих фресок .
Фульвио опубликовал два тома исторических исследований Древнего Рима. Его богато иллюстрированная книга «Illustrium imagines» (1517) является первой попыткой идентификации известных личностей античности с помощью данных нумизматики.
Другая книга Фульвио, «Antiquitates Urbis», была посвящена древним памятникам Рима. В 1543 году книга была переведена с латыни на итальянский и вышла под заглавием «Opera di Andrea Fulvio delle antichità della città di Roma» (Венеция, 1543). Книга использовалась как путеводитель, а в 1588 году с незначительными уточнениями была переиздана Джироламо Ферруччи в Венеции.

## Произведения
- Illvstrivm imagines
- Antiqvitates vrbis
  - La antichità di Roma (итальянский перевод)